# Motuweta
Motuweta is een geslacht van rechtvleugeligen uit de familie Anostostomatidae. De wetenschappelijke naam van dit geslacht is voor het eerst geldig gepubliceerd in 1997 door Johns.

## Soorten
Het geslacht Motuweta omvat de volgende soorten:
- Motuweta isolata Johns, 1997
- Motuweta riparia Gibbs, 2002